# Pavel Klein (teatrolog)
Pavel Klein (11. dubna 1975 – 27. července 2007 Brno) byl český teatrolog, vysokoškolský pedagog a výtvarník. Zabýval se především ruským symbolismem a dějinami scénografie.

## Život
V letech 1994–1999 studoval divadelní vědu na Filozofické fakultě Masarykovy univerzity v Brně. Už od dob magisterských studií se zabýval tematikou ruského divadla, na něž soustavně orientoval svůj výzkum. V letech 1999–2002 pokračoval na téže fakultě v doktorském studiu v rámci oboru teorie a dějiny divadla, filmu a audiovizuálních médií a úspěšně jej ukončil disertační prací Specifika ruského symbolismu, která získala 2. místo v soutěži Teatrologické společnosti o Cenu Václava Königsmarka pro rok 2002. Následně působil jako odborný asistent Ústavu pro studium divadla a interaktivních médií FF MU, pozdějšího Kabinetu divadelních studií při Semináře estetiky FF MU. Paralelně působil jako odborný asistent v Ateliéru scénografie Divadelní fakulty Janáčkovy akademie múzických umění, kde navíc studoval doktorský studijní program teorie a dějiny scénografie, který v roce 2006 absolvoval obhájením disertační práce Scénografové ve službách Les Ballets Russes 1909–1912. Počátky divadelní secese. Na obou fakultách se věnoval pedagogické činnosti.
Ve své vědecké a pedagogické činnosti se zabýval zejména tématy ruské divadelní moderny, českými i světovými dějinami scénografie, symbolismem a symbolickou analýzou či teorií vizuální komunikace. V rámci brněnského divadelního prostoru se věnoval Divadlu U stolu. Vedle spoluautorství několika monografických děl, napsal řadu studií, publikovaných v českých i zahraničních cizojazyčných sbornících. Svými články přispíval do denního i odborného tisku, jako byla např. Divadelní revue, slovenské SALTO či Sborník prací Filozofické fakulty brněnské univerzity. Byl členem České Asociace Rusistů, zájmového sdružení Ars Comparations a Teatrologické společnosti.
Věnoval se také veřejné přednáškové činnosti. V akademickém roce 2006/2007 uspořádal společně se Světlanou Medulánovou přednáškový cyklus Resumé/Úvahy o vnímaní, který sestával z deseti kulturologických přednášek nejenom z oblasti divadelnictví. Vedle toho přednášel pro Brněnskou pobočku Židovského muzea v Praze. Zabýval se i výtvarným uměním a architekturou, přičemž výtvarně se i sám angažoval. Byl autorem návrhů interiérů, zahradní architektury i knižní grafiky, mimo jiné k obálkám knih, na kterých se sám autorsky podílel.

## Publikované knihy
- Dramatika ruského symbolismu I–III (2001–2004) – napsáno ve spolupráci s Danuší Kšicovou. Kromě her v originálu i překladu Danuše Kšicové obsahuje i bohatý obrazový materiál. Záměr vydat čtvrtý díl zabývající se Zinaidou Gippiusovou zůstal nerealizován.
- Manifesty ruského symbolismu I–V (2002–2006) – napsáno ve spolupráci se Simonou Koryčánkovou. Jednotlivé díly zpracovávají postupně poezii, umění, divadlo, kritiku a povídku. Šestý díl zpracovávající román nedokončen.
- Podoby současné scénografie (2003) – napsáno ve spolupráci s Margitou Havlíčkovou. Vychází z prací studentů scénografie DiFa JAMU.
- Symbolismus na scéně MCHAT. Režijní koncepce K. S. Stanislavského (2003) – napsáno ve spolupráci s Danuší Kšicovou.
- Scénografové ve službách Les Ballets Russes (1909–1912). Počátky divadelní secese (2007) – knižní vydání disertační práce.